# Azorubin
Azorubin er et rødt azofarvestof, som har betegnelsen E-122 i E-nummer-systemet. Det er mistænkt for at give høfeber, nældefeber og astma hos følsomme personer. Azorubin har tidligere været forbudt i både Norge og Sverige, da begge lande fandt stoffet sundhedskadeligt. Norge og Sverige blev senere tvunget til at ændre deres regler pga. de fælles EU-direktiver.

## Eksterne link
E-numre på E-numre.dk
| Kemi | Spire Denne artikel om kemi er en spire som bør udbygges. Du er velkommen til at hjælpe Wikipedia ved at udvide den. |